# Villa Thomana

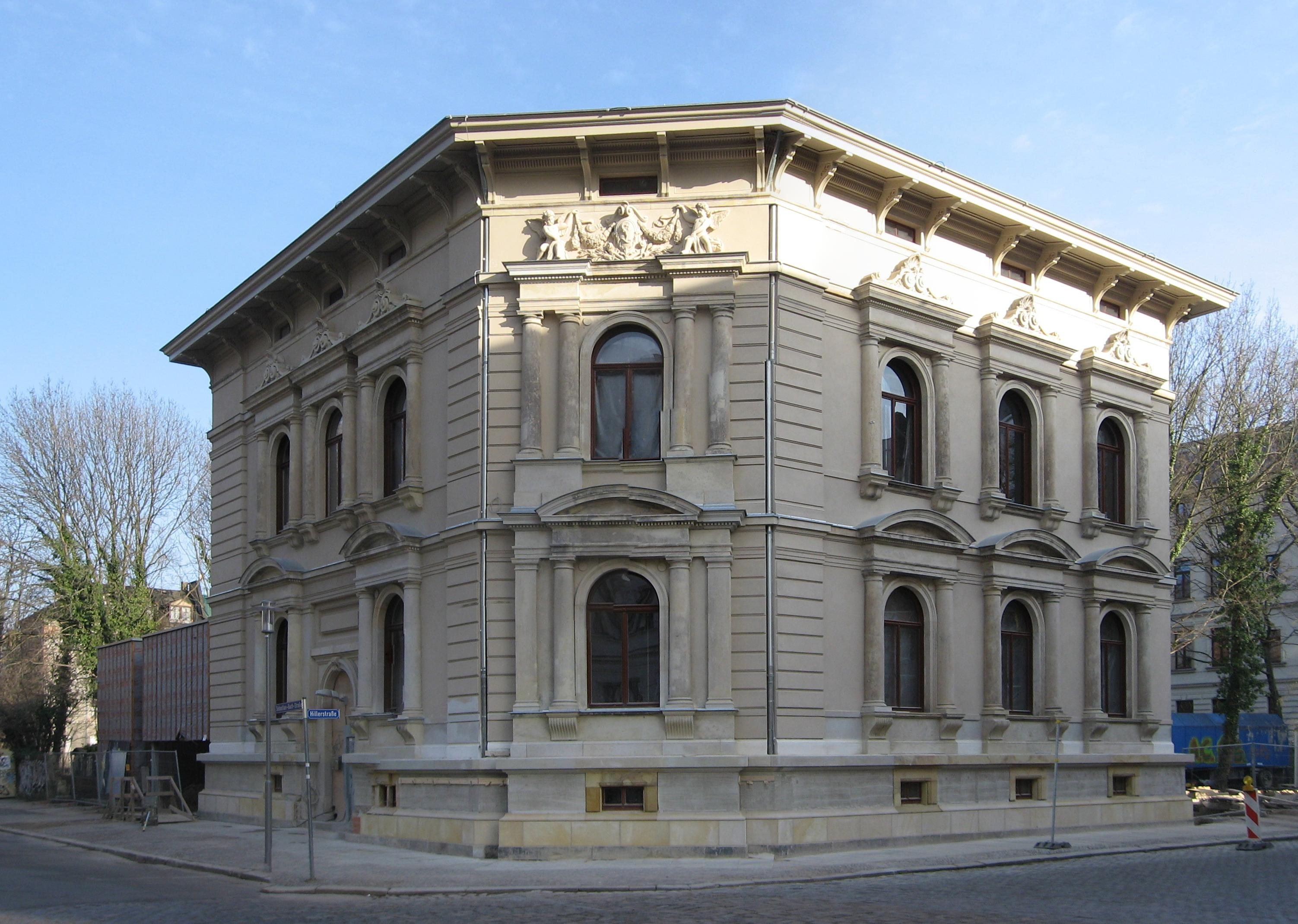
Villa Thomana kurz vor Abschluss der Umbauarbeiten 2008

Die Villa Thomana ist ein denkmalgeschütztes Gebäude in der Sebastian-Bach-Straße 3 im Leipziger Bachviertel. Sie dient heute als Teil des Musikcampus forum thomanum dem Thomanerchor als Probenzentrum und ist Dienstsitz des Thomaskantors.

## Architektur

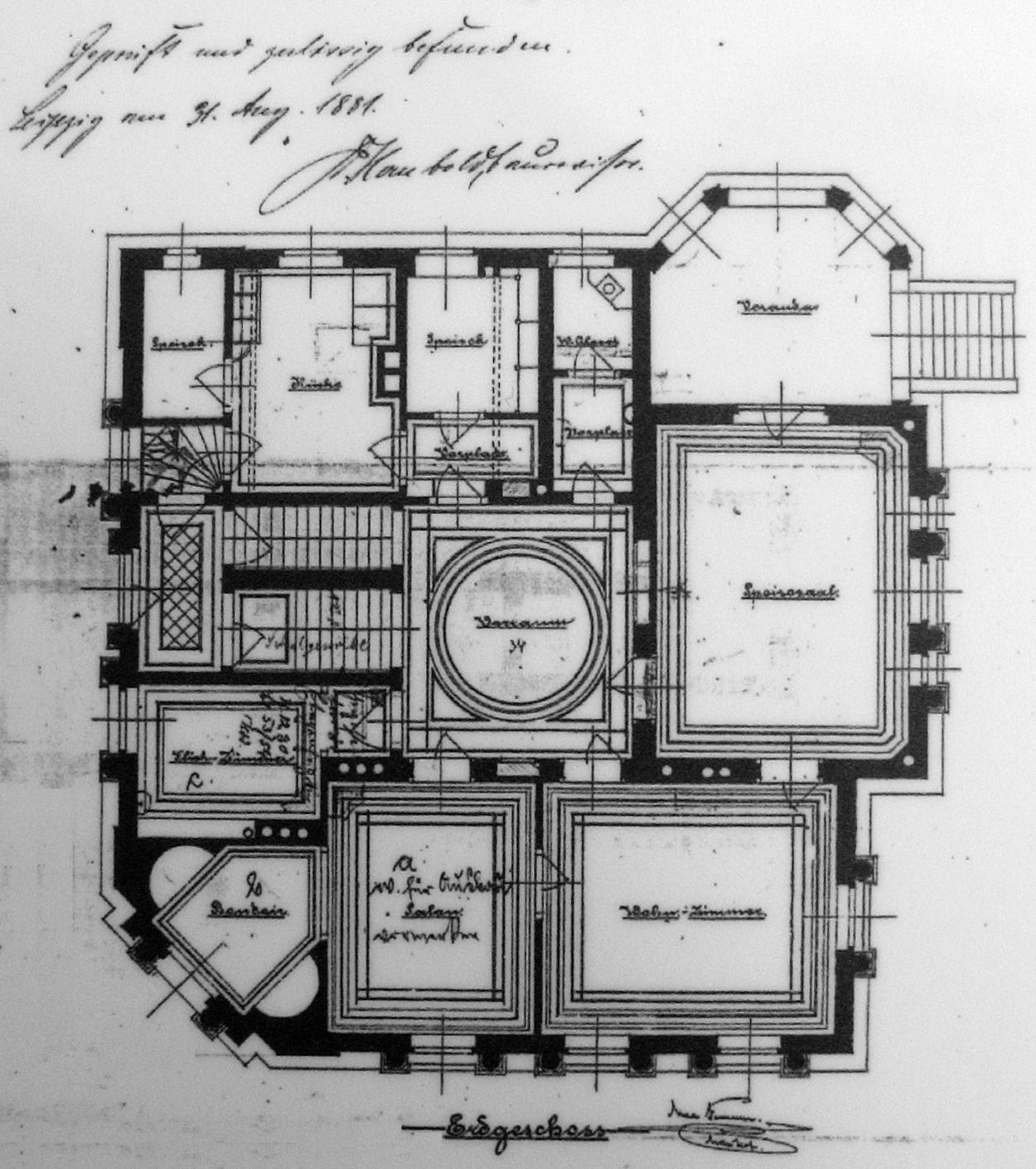
»Geprüft und zulässig befunden. Leipzig am 31. Aug. 1881.« Grundrisszeichnung der Villa von Max Pommer aus dem Bauantrag von 1881

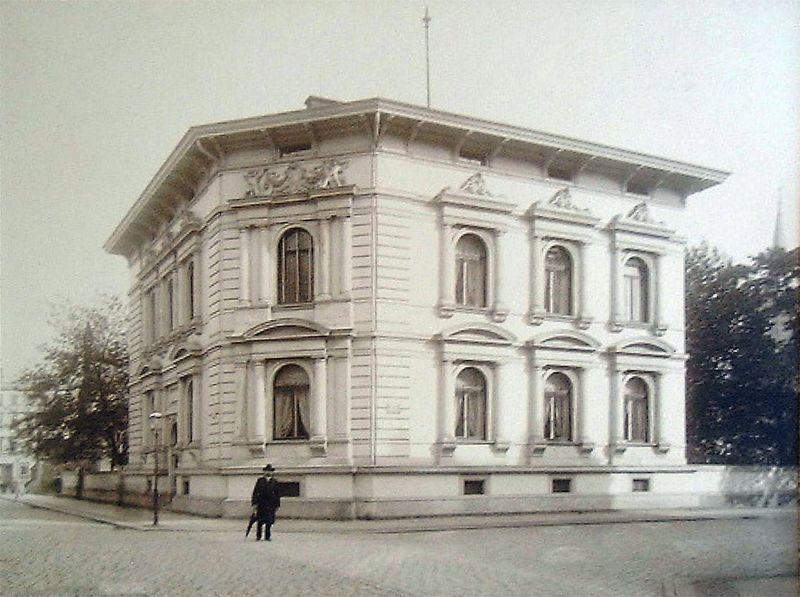
Die Villa nach ihrer Fertigstellung 1883

Die historistische Villa in Ecklage zur Hillerstraße wurde von 1881 bis 1883 von Max Pommer nach italienischen Vorbildern als Wohnhaus für den Leipziger Kaufmann Friedrich Willibald Ledig errichtet.
Das mit reichhaltigen Wandmalereien verzierte Gebäude besaß im Erdgeschoss Wohnzimmer, Speisesaal, Salon, Veranda, Küche mit Speisekammer und WC, im Obergeschoss Wohnzimmer, Herren- und Dreieckszimmer, drei Schlafzimmer, Fremdenzimmer, Bad und WC. Eine Garderobe und Mädchenkammer befanden sich im Dachgeschoss; im Keller gab es einen Weinkeller sowie eine Waschküche mit Plättkammer. Küche und Keller waren durch eine separate Dienstbotentreppe miteinander verbunden.
Im Foyer des Erdgeschosses finden sich viele gestalterische Anklänge an alte pompejanische Wandstile. Diese zeigen sich vor allem in der Einteilung der Wandflächen in einzelne Quaderzonen, die eine imitierte Marmoroberfläche haben, und in schwarz gerahmten Flächen im typischen pompejanischen Rot. Die imitierte Holzdecke wurde mit Schablonen gestaltet. Der ehemalige Salon und das ehemalige Wohnzimmer der Familie Ledig wurden beim Umbau zum neuen Kammermusiksaal Freiherr von Salmuth vereinigt. Diese beiden Räume sind fast wieder in ihrem ursprünglichen Aussehen mit vergoldeten Stuckaturen und mit Blattgold belegter Ornamentik entstanden.
Auch im Foyer des 1. Obergeschosses findet sich eine imitierte Holzdecke mit Schablonenbemalung, die in der Mitte mit einem quadratischen Lichtschacht als zusätzliche Lichtquelle für das Treppenhaus versehen ist.
Viele Gestaltungsdetails wurden im Zuge der denkmalgerechten Sanierung freigelegt, nach Befund wiederhergestellt oder im Sinne der Erbauungszeit neu gestaltet. Das Dachgeschoss wurde vollständig neu ausgebaut. Auch die Kellerräume, die vor der Sanierung vom Hausschwamm zerfressen waren, wurden neu gestaltet.

## Probenzentrum imforum thomanum
Da der Thomanerchor dringend mehr Räumlichkeiten benötigte, wurde die Villa 2005 von der Stiftung Chorherren zu St. Thomae aus Mitteln des Chorherrn Wigand Freiherr von Salmuth erworben. Nach einer umfassenden Sanierung wurde sie dem forum thomanum, einem bis zum Jahr 2012 entstehenden international ausgerichteten Bildungszentrum rund um Thomanerchor und Thomasschule, zur Verfügung gestellt.
Der vom Leipziger Architekturbüro Weis & Volkmann geplante Aus- und Umbau und die umfassende Restaurierung der Villa Thomana begannen im März 2007. Die Gesamtkosten, die auch den Erwerb des Hauses umfassen, beliefen sich auf ca. 2 Millionen Euro einschließlich der Fördermittel aus dem städtebaulichen Denkmalschutz. Für die denkmalgerechte Wiederherstellung der vernachlässigten Villa zeichnete die Kulturstiftung Leipzig die Bauherren am 19. November 2008 mit dem zweiten Preis im Rahmen des Hieronymus-Lotter-Wettbewerbs für Denkmalpflege aus.
Die Stadt Leipzig als Träger des Thomanerchores hat das Gebäude angemietet und nach der feierlichen Eröffnung am 22. Mai 2008 dem Chor im Rahmen des forum thomanum als Probenzentrum und Dienstsitz des Thomaskantors zur Verfügung gestellt.
Seit dem Umbau gibt es in der Villa Thomana folgende Räumlichkeiten:
- Im Erdgeschoss: den Kammermusiksaal Freiherr von Salmuth, einen Salon, mehrere Unterrichtsräume
- Im 1. Obergeschoss: die Räume des Thomaskantors und seiner Mitarbeiter mit Blick auf Thomasschule und Alumnat, Unterrichtsraum mit Vorbereitungsraum für Stimmbildung und Nebenräume
- Im Dachgeschoss: Sitzungszimmer, Unterrichtsräume, Notenbibliothek und Geschäftsstelle des Förderkreises des Thomanerchores
- Im Kellergeschoss: Freizeitbereich der Thomaner mit Fitnessraum, Redaktion der Thomaner-Internetseite KastenJournal, Modelleisenbahnzimmer sowie technische Nebenräume wie Fernwärmeübergabestelle u. a.

Die Villa Thomana wird auch von der Kindertagesstätte des forum thomanum genutzt, die auf einer Teilfläche des Grundstücks gleich neben der Villa nach einem Entwurf der Architektin Anne Träger in Holzbauweise errichtet wurde. Träger der Kindertagesstätte ist das Berufsbildungswerk Leipzig. Für die Errichtung der Kita waren Investitionen in Höhe von 1,9 Millionen Euro erforderlich.